# Câmp (okręg Bistrița-Năsăud)
Câmp – wieś w Rumunii, w okręgu Bistrița-Năsăud, w gminie Urmeniș. W 2011 roku liczyła 128 mieszkańców.